# Louis Mékarski

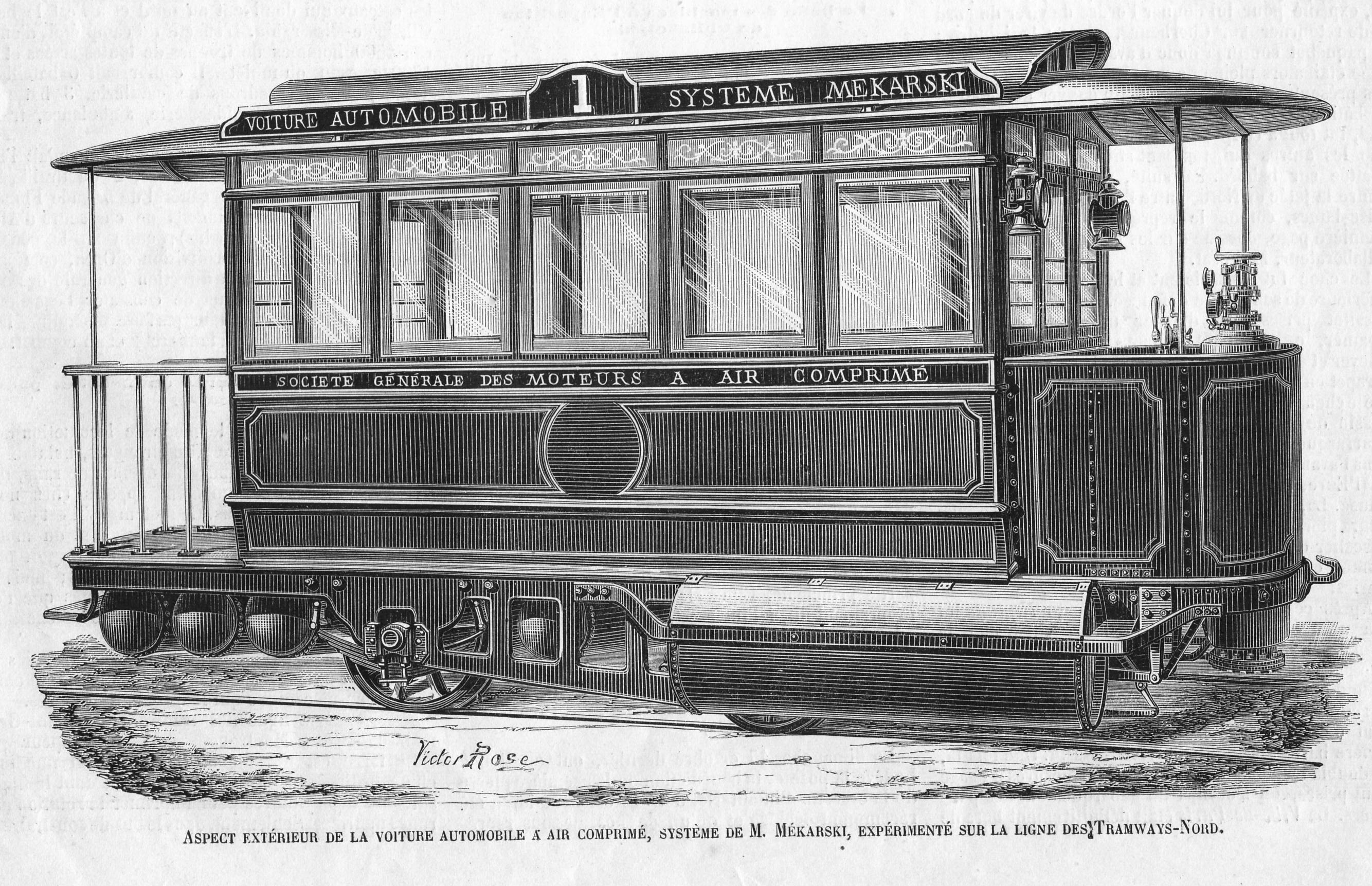
Tramway, système Mékarski, expérimenté par les Tramways Nord (de Paris), en 1875

Louis Mékarski (en polonais : Ludwik Mękarski, né le 25 janvier 1843 à Clermont-Ferrand et mort le 14 mai 1923 à Montmorency) est un ingénieur français, d'origine polonaise, et inventeur du tramway à air comprimé qui porte son nom.

## Biographie

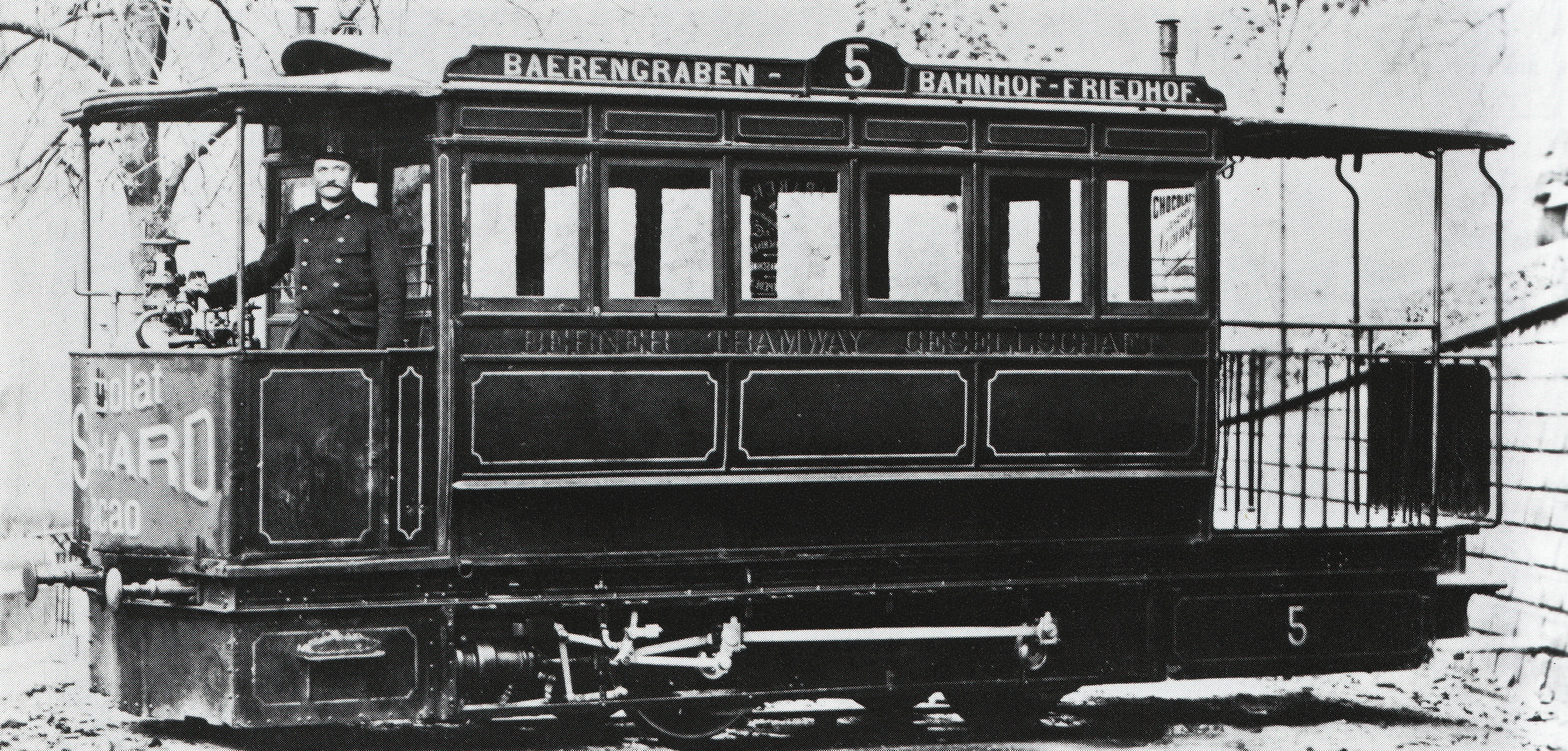
Automotrice système Mékarski des tramways de Berne

D'origine polonaise par son père, le comte Jean Nepomucène Mekarski, un cousin du roi Stanislas II de Pologne, réfugié en France en 1831 à la suite de la répression de la révolution polonaise, et d'origine française par sa mère, Jeanne-Blanche Cornelly de la Perrière, il est le frère de la journaliste socialiste, féministe et communarde Paule Minck.

## Procédé Mékarski
Le procédé Mékarski est mentionné dans l'article « Moteur à air comprimé » du Dictionnaire encyclopédique et biographique de l'industrie et des arts industriels, publié en 1886 :
Le faible rendement que l'on tirait des machines à air tenait à l'impossibilité de faire de la détente. Il y avait donc lieu, pour rendre les moteurs à air comprimé réellement pratiques, de trouver le moyen de faire travailler sans inconvénient à grande détente. C'est ce perfectionnement qui a été résolu de 1872 à 1875 par un ingénieur français, M. Louis Mekarski, dont le procédé « est le seul artifice qui permette d'employer rationnellement de l'air emmagasiné dans des réservoirs à des pressions très fortes. Ce procédé consiste à faire agir sur les pistons, comme fluide moteur, non pas simplement de l'air comprimé sec et froid, mais un mélange d'air comprimé et de vapeur d'eau, dont le calorique latent se trouve, pendant la détente, partiellement utilisé pour limiter l'abaissement de température. »

## Automotrices Mékarski à air comprimé

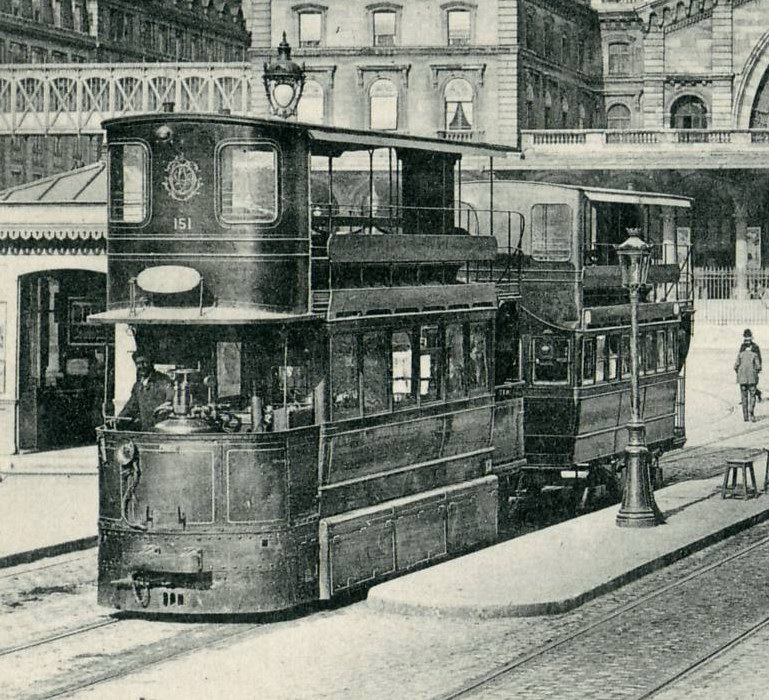
Tramway Mékarski de la CGO, à la gare de l'Est (Paris).

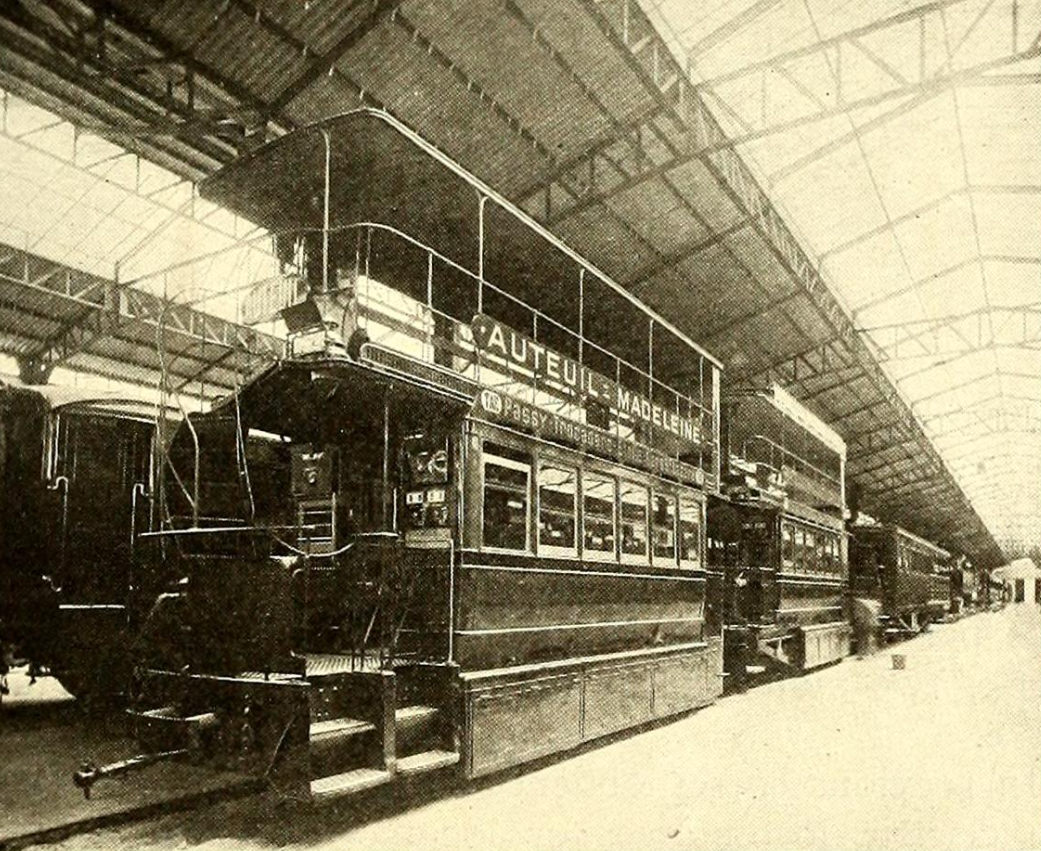
Automotrice Mékarski de la CGO.

La Société des Moteurs à Air Comprimé que Louis Mékarski a créée à Paris obtient la concession de la première ligne de tramways à traction à air comprimé à Nantes en 1876 ; il est nommé directeur technique de la compagnie des tramways de Nantes. Les premières expérimentations de la machine à air comprimé ont lieu en 1876 et la ligne est inaugurée le 12 février 1879. Louis Mékarski présente ce nouveau mode de locomotion à Paris lors de l'exposition universelle de 1878, devant le maréchal de Mac-Mahon, président de la République.
Des automotrices ou des locomotives selon le procédé Mékarski sont mises en exploitation sur les lignes suivantes :
- Tramway de Paris Compagnie des tramways nord de Paris de 1876 à 1879 ;
- Tramway de Nantes de 1879 à 1917 ;
- Chemins de fer nogentais de 1887 à 1900 ;
- Tramway de Berne de 1890 à 1902[7].
- Tramways de Paris - CGO de 1894 à 1914[8];
- Tramway de Saint-Maur de 1894 à 1900[9] ;
- Tramway de Sèvres à Versailles de 1894 à 1907 ;
- Chemin de fer Arpajonnais de 1894 à 1901 ;
- Tramway de Vichy à Cusset de 1895 à 1927 ;
- Tramway d'Aix-les-Bains de 1896 à 1911 ;
- Tramway de Saint-Quentin de 1899 à 1908 ;
- Tramway de La Rochelle de 1901 à 1929[10];

## Débat entre Mékarski et Francq pour la traction du métropolitain de Paris
Le système de traction Mékarski à air comprimé fut considéré comme une variante du procédé de machine à vapeur sans foyer, dite locomotive Francq à eau surchauffée, mis en œuvre par Léon Francq et la société Fives-Lille-Cail en 1875.
Le choix du mode de traction pour le métropolitain de Paris fut précédé de nombreux débats au sein de la Société des ingénieurs civils sur les mérites comparés des procédés de traction Mékarski et Francq. Finalement, aucun des deux procédés ne fut sélectionné, laissant la voie libre à la nouvelle technologie de traction électrique.

## Galerie de photos

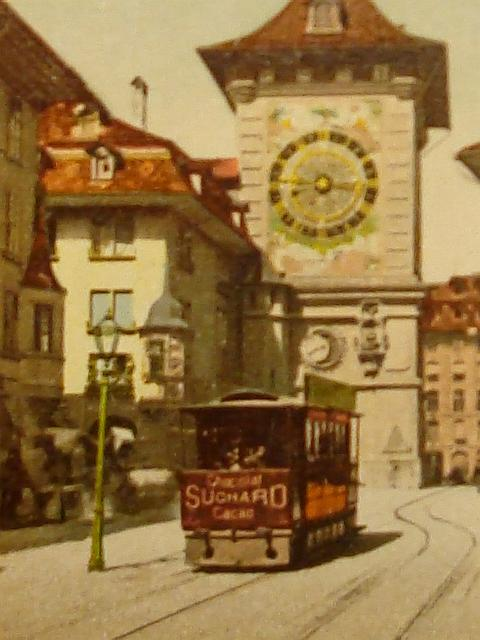
Automotrice Mékarski à Berne en Suisse
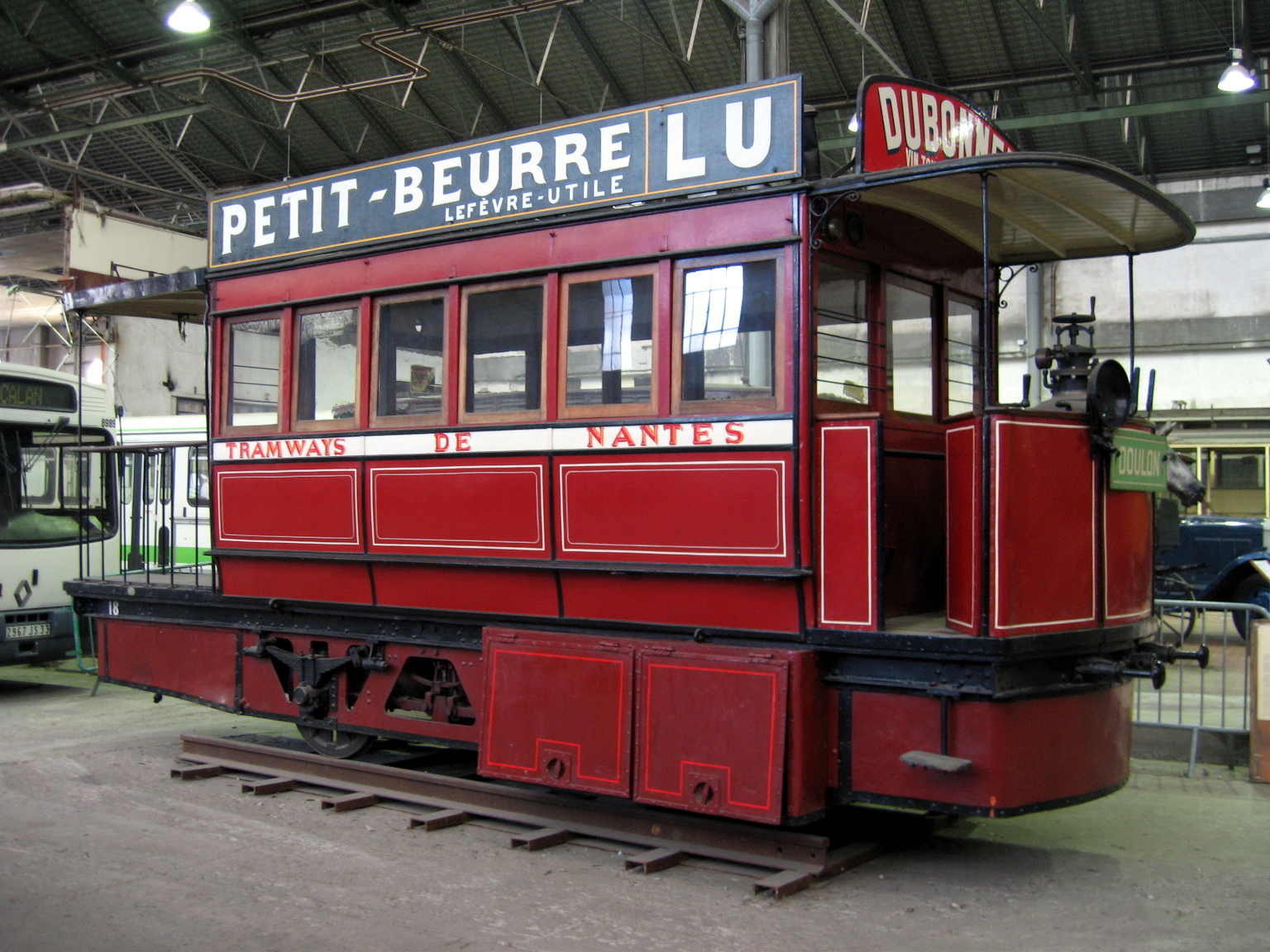
La Mékarski nantaise préservé à l'AMTUIR.
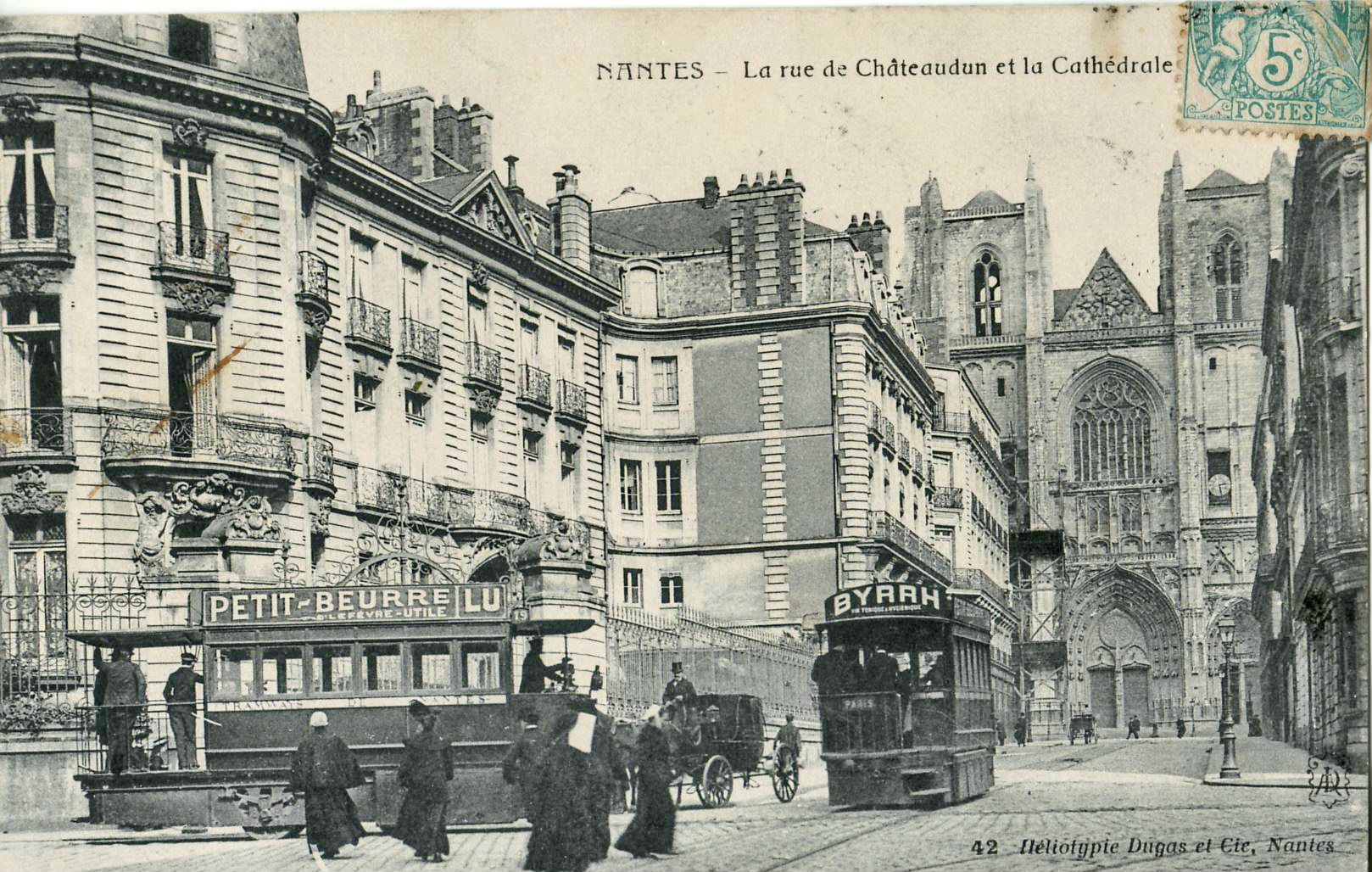
Tramways Mékarski à Nantes.
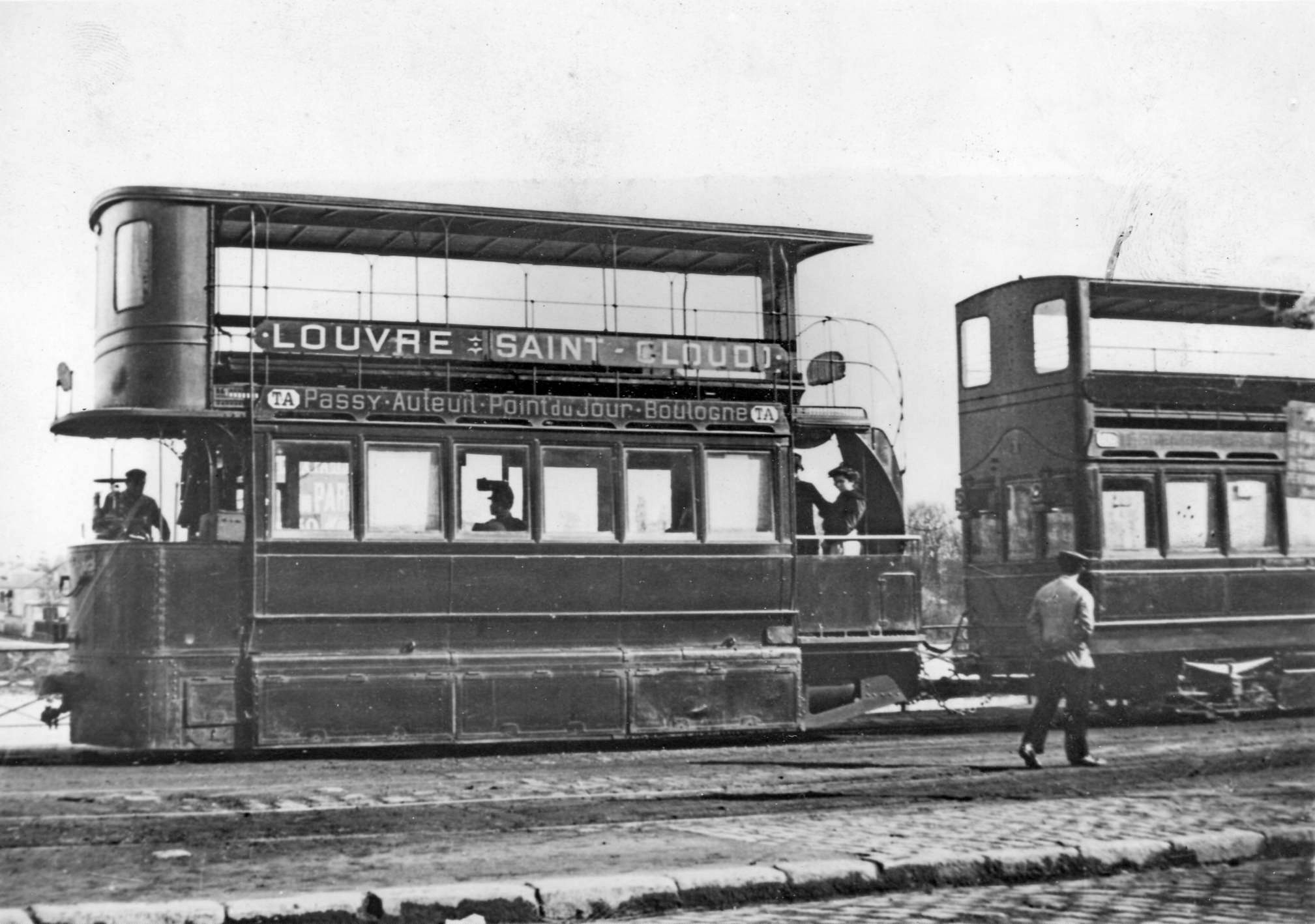
Autre vue d'un tramway Mékarski de la CGO, type 1900.
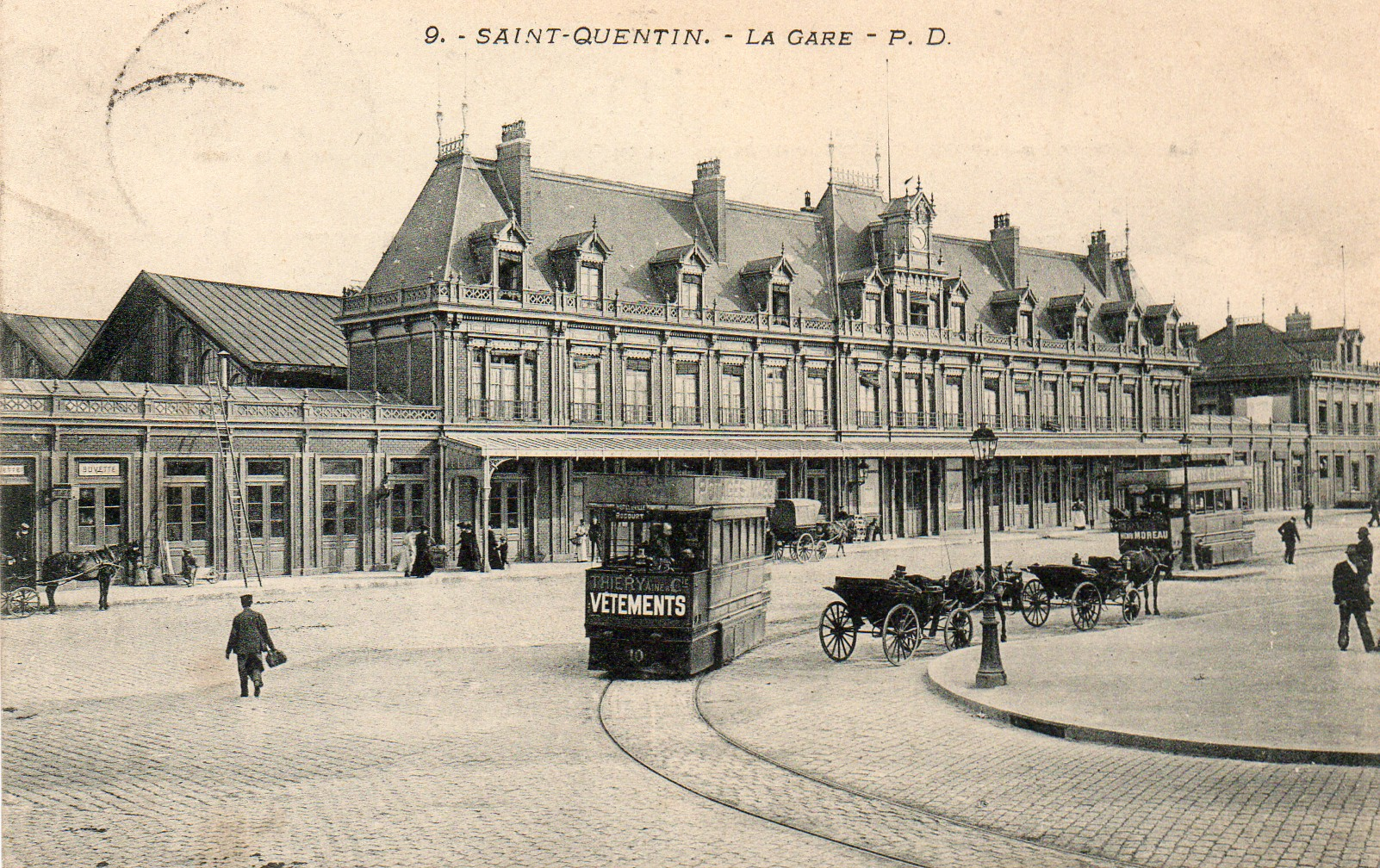
Tramway Mékarski devant l'ancienne gare de Saint-Quentin